# Dohhh UP!
Dohhh UP!（ド・アップ）は日本の無料動画配信サイト。

## 概要
2006年11月にサービスを開始した。GyaO等とは違い、会員登録の必要は無く本編放送前のスキップ出来ないCMは一切無い。しかし、2007年5月31日までは動画再生ページの右下にスポンサーのバナー広告が表示されていた。ドメインの管理者はアップフロントグループであり、アップフロントグループ関連のコンテンツが提供されている。
カテゴリーは、ミュージック・ドラマ・バラエティ・劇団・スポーツ・ライフ&カルチャー・ホビーに分かれている。アップフロントエージェンシー（現：アップフロントプロモーション）およびハロー!プロジェクトと提携関係にあり、ハロプロ関連のライブ映像（ミュージック）や過去のアロハロ（バラエティ）、舞台のダイジェスト（劇団）を配信している。
動画はFLV4形式で（再生環境にAdobe Flash Player 8を推奨）、音声はMP3（128kbps、44.1kHz）である。動画表示は490×430のサイズに4:3の動画領域と制御領域（巻き戻し、再生／一時停止・早送り・スライドバー・音量・再生時間情報）部分があり、画面の拡大には対応していない。2007年6月1日にサイトのページレイアウトが変更され、トップページにはコンテンツの一部（約7秒）12種類がランダムで表示されるようになった（リンク付きのフラッシュムービー）。動画再生ページのバナー広告は、トップページ同様にページ右上の<iframe>によるAmazon.comの識別子付き468 x 60バナーとなった。
JASRACおよびJRCの許諾を取得（許諾番号はそれぞれ9009305039Y45037/9009305040Y45038、X000330B01E）。
YouTubeの公式ページ「UP-FRONT channel」への移行・リニューアルに伴い2010年6月30日に休止される。

## 主な配信動画
おじぎ30度
ドラマ。洋食料理店「ガスト」を舞台にしたコメディミニドラマ。モーニング娘。ファンを中心に人気を集め、DVD化もされた。
アロハロ!関連
バラエティ。過去のアロハロ!シリーズのダイジェスト。
ライブ映像
ミュージック。シャ乱Qやモーニング娘。を中心にライブ映像を先行配信している。
ビデオクリップ
ミュージック。ハロー!プロジェクト関連を中心に様々なPVを配信している。